# Ан Конвеј
Ан Конвеј (позната и као виконтеса Конвеј; рођена Финч; 14. децембар 1631 — 23. фебруар 1679 ) је била енглеска филозофкиња чије је дело, у традицији платониста Кембриџа, утицало на Готфрида Лајбница. Мисао Конвејеве је дубоко оригиналан облик рационалистичке филозофије, са обележјима гиноцентричних разматрања и образаца који наводе неке да о њој мисле као о јединственој међу системима из седамнаестог века. 

## Биографија
Ан Финч је рођена у породици сер Хениџа Финча (који је био на дужностима Рекордера Лондона и председника Доњег дома за време Чарлса I) и његове друге жене, Елизабет (кћерке Вилијама Кредока из Стафордшира). Била је најмлађе дете. Отац јој је умро недељу дана пре њеног рођења.  Њено рано образовање су водили учитељи и укључивало је латински, коме је касније додала грчки и хебрејски. Њен полубрат, Џон Финч, који је подстакао њена интересовања за филозофију и теологију, упознао је Ан са платонистом Кембриџа Хенријем Мором, који је био један од Џонових тутора на Христовом колеџу у Кембриџу. Ово је довело до доживотне преписке и блиског пријатељства између њих на тему филозофије Ренеа Декарта, током које је Ан израсла од Морове неформалне ученице до њему интелектуално равне особе. Мор је за њу рекао да је „ретко икада срео било коју особу, мушкарца или жену, бољег природног аспекта од леди Конвеј“ (цитирано у  Животу Хенрија Мора Ричарда Ворда(1710), стр. 193), и да „у познавању ствари Природних и Божанских, нисте само превазишли свој сопствени Пол, већ чак и онај други“.  Конвејева је одрасла у кући сада познатој као Кенсингтонска палата, коју је њена породица у то време поседовала. 
Године 1651. удала се за Едварда Конвеја, касније 1. грофа од Конвеја, а следеће године Мор јој је посветио своју књигу Противотров против атеизма. Године 1658. Ан је родила своје једино дете, Хениџа Едварда Конвеја, који је умро од малих богиња само две године касније.  Њен муж је такође био заинтересован за филозофију и Мор је и њега подучавао, али је она отишла далеко од њега и по дубини својих мисли и по разноликости својих интересовања. Заинтересовала се за луријанску кабалу, а затим и за квекеризам, на који је прешла 1677. У Енглеској у то време Квекери су генерално били мрски и трпели су прогон, па чак и затвор. Њена одлука да се преобрати, да од своје куће направи центар за квекерске активности и да активно прозелитизира била је стога посебно смела и храбра.
Њен живот од дванаесте године (када је имала грозницу) обележен је понављањем тешких мигрена. То је значило да је често била онеспособљена од бола, и да је проводила много времена под медицинским надзором и тражећи лек (у једном тренутку чак је отворила вратне вене). Лекарске саветеје добијала од др Томаса Вилиса.  Конвејеву су лечили многи велики лекари њеног времена, али ниједан од третмана није имао ефекта.  Умрла је 1679. у четрдесет седмој години.

## Принципи најстарије и модерне филозофије
Сам текст је вероватно написан 1677. године и показује утицај Франциска Меркуријуса ван Хелмонта.  Текст је први пут у латинском преводу објавио ван Хелмонт у Амстердаму 1690. године као Principia philosophiae antiquissimae et recentissimae. Превод на енглески појавио се 1692.  Принципи развијају монистички поглед Конвејеве на свет као створен од једне супстанце. Конвејева је критична према картезијанској идеји да су тела састављена од мртве материје, према Хенри Моровом концепту душе у његовом Антидоту против атеизма и дуалистичким теоријама односа између тела и духа. 